# Heinrich Havermann
Heinrich Havermann  (* 29. Januar 1909 in Benrath bei Düsseldorf; † 22. November 1971 in Bonn) war ein deutscher Tierzuchtwissenschaftler und Hochschullehrer an der Universität Bonn.

## Leben
Er studierte Landwirtschaft und Zoologie in Kiel und Bonn-Poppelsdorf, legte die Abschlussprüfung als Diplomlandwirt ab, wurde 1935 als wissenschaftlicher Assistent am damaligen Institut für Tierzucht und Molkereiwesen mit dem Versuchsgut Frankenforst der Universität Bonn und nach der Promotion 1941 zum Dr. phil. als wissenschaftlicher Oberassistent tätig. 1946/47 habilitierte sich Havermann in Bonn-Poppelsdorf für das Fachgebiet Tierzucht und Tierfütterung, lehrte ab 1947 als außerplanmäßiger, ab 1950 als außerordentlicher Professor und Leiter der Abteilung Kleintierzucht und stand ab 1951 dem Versuchsgut Frankenforst vor.
1954 wurde Havermann als Nachfolger von Georg Rothes zum o. Professor für Tierzucht und Tierfütterung und Direktor des Bonner Instituts für Tierzucht und Tierhaltung ernannt. Seine Forschungen bezogen sich zunächst auf die Kleintierzucht, namentlich die Geflügelzucht, aber dann auch auf die Großtierzucht und die Leistungsprüfung bei den Haupttierarten. Er betreute drei Habilitationen und über 90 Dissertationen. Er war Mitherausgeber des Archivs für Geflügelkunde und ab 1958 Schriftleiter der Zeitschrift Züchtungskunde. Hier führte er die fremdsprachigen Zusammenfassungen ein und förderte ausländische Autoren. 1965 berief man ihn in den Redaktionsausschuss der „World Revue of Animal Production“.
Nach seinem plötzlichen Tod wurde Franz Schmitten sein Nachfolger.

## Schriften (Auswahl)
- Das rheinische Geflügelherdbuch und seine Bedeutung für die Landesgeflügelzucht: Aus dem Institut für Tierzucht und Molkereiwesen der Univ. Bonn. Landw. Diss. an der Univ. Bonn, 1940, 104 S. Zugleich Sonderheft aus den „Arbeiten aus der deutschen Tierzucht“, H. 12, 1941
- Untersuchungen über die Leistungsfähigkeit der rheinischen Schweinezucht auf der Grundlage von Ergebnissen der Mastleistungsprüfungen. Bonn, Landw., Hab.-Schr. v. 12. Mai 1947, 75 gez. Bl.
- Amerikanische Landwirtschaft : Landwirtschaft – angewandte Wissenschaft; Erlebnisse und Erfahrungen deutscher Landwirtschaftsexperten mit Farmern, Professoren und Beratern in den USA. Bearb. von Helmut Röhm. Herausgegeben von Havermann. Hiltrup b. Münster : Landwirtschaftsverlag, 1951, 360 S.
- Nordrhein-Westfalen. Landesausschuß für Land. Forschung, Erziehung und Wirtschaftsberatung. Düsseldorf : Dt. Landwirtschaftsverlag, Teil Heft 17, 1968, 141 S.
- Festschrift für Herrn Prof. Heinrich Havermann zum 60. Geburtstag. Bonn: Inst. für Tierzucht und Tierfütterung der Rhein. Friedrich-Wilhelms-Univ.; 1969, 203 S.
- Jahresberichte aus der Prüfanstalt Eickelborn 1969/1971:
  - Mastleistungsprüfung für Rinder
  - Legeleistungsprüfung für Hühner
  - Mastleistungsprüfung für Schafe
- Die rheinische Mast- und Schlachtleistungsprüfung für Schweine / Institut für Tierzucht und Tierfütterung der Univ. Bonn. Staatliche Mastprüfungsanstalt auf dem Versuchsgut Frankenforst. Hrsg. von H. Havermann und K. Finke, 196.
- Nachruf für (em. o. Professor der Landwirtschaft) Dr. phil. August Richardsen. In: Züchtungskunde, 29, 1957, H. 5, S. 189–190.
- Nachruf für (em. ord. Universitätsprofessor) Dr. phil. Dr. agr. h. c. Georg Rothes. In: Züchtungskunde. 32, 1960, H. 5, 193–194.